# Squacquerone

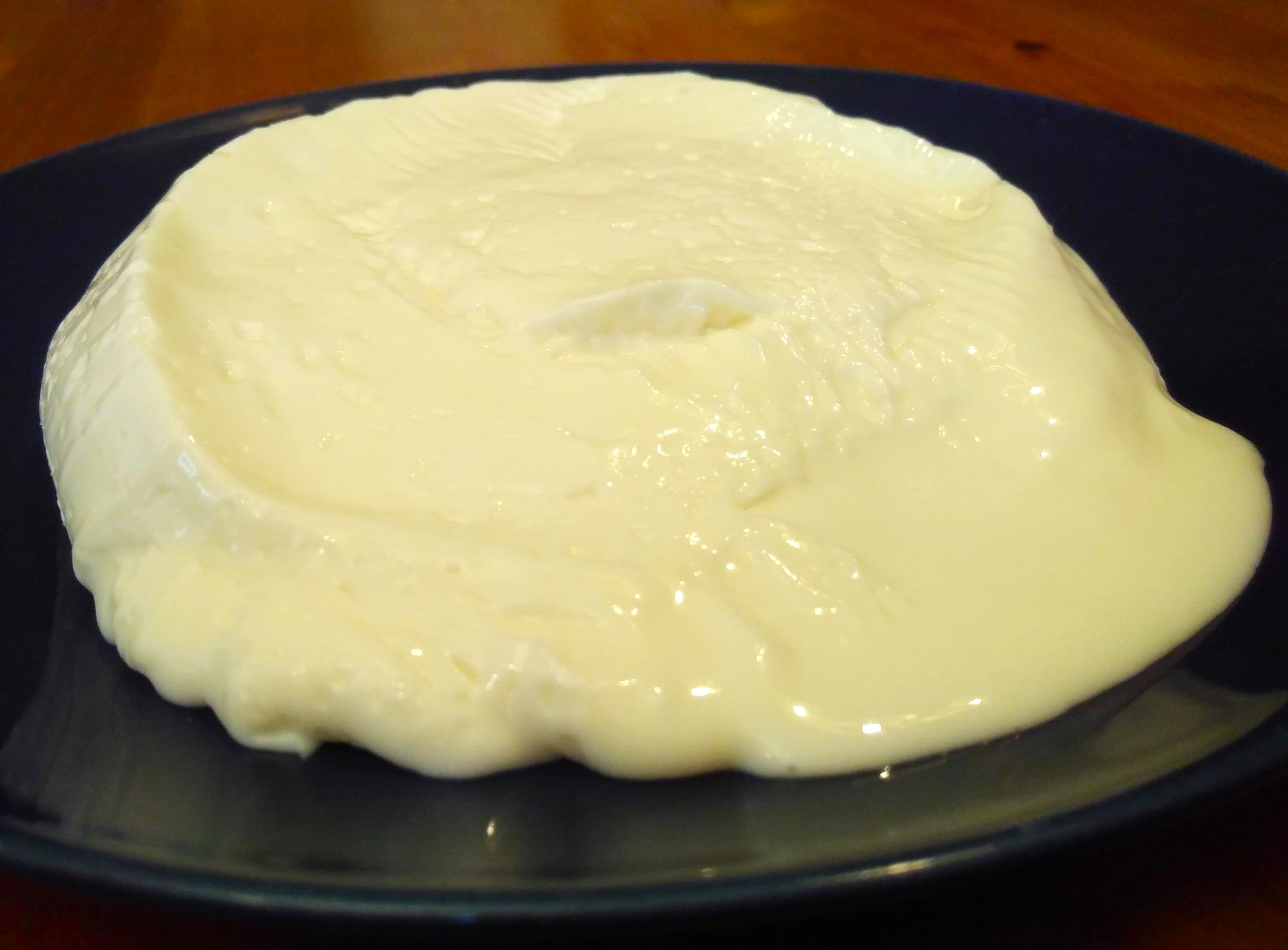
Squacquerone di Romagna

Squacquerone (auch squacquero, squacquarone oder squaqquerone) ist ein italienischer Frischkäse aus Kuhmilch.
Der Käse ist weiß, seine Konsistenz ähnelt einer Mischung aus Mozzarella und Crème fraîche. Er stammt aus der Region Romagna und wird häufig mit der dort typischen Piadina gegessen. Er wird frisch hergestellt und sollte innerhalb von wenigen Tagen verzehrt werden.
Unter dem Namen Squacquerone di Romagna erhielt er 2012 das Siegel Denominazione d’Origine Protetta . Gemäß den EU-Vorschriften darf dieser ausschließlich in Forli-Cesena, Ravenna, Rimini, Bologna sowie in einem Teil Ferraras aus Milch der Rassen Romagnola, Frisona italiana und Bruna Alpina hergestellt werden.
Der Name entstammt dem in der Emilia-Romagna verbreiteten Dialekt Romagnol und leitet sich aus dem italienischen Wort für "schmelzen" (squagliare) ab.